# Busted
Els Busted (a alguns països coneguda com a Bust) va ser una banda anglesa formada pel (guitarra rítmica) James Bourne, pel (guitarra solista) i a vegades (bateria) Charlie Simpson i pel (baixista) Matt Willis (també anomenat Matt Jay). Va formar-se el 2001 i es va desfer el 14 de gener del 2005. Després es van reunir el 2015.

## Història
La línia inicial de la banda va consistir en James Bourne com a guitarra i vocal, Matt Willis com a bateria, Owen Doyle com a baixista i vocal i Ki McPhail com a guitarra i vocals, i la banda inicialment es va anomenar The Termites. Els últims dosmembres van ser acomiadats el mateix any.
The Termites van canviar el seu nom per Busted i Fletcher va passar a ser vocal i el guitarra solista, Matt Willis també va passar a ser vocal i va canviar la bateria pel baix, i James Bourne va seguir essent vocal i guitarra rítmica. Encara que després de dos dies a la banda, Tom va ser reemplaçat per Charlie Simpson. Tot i això, Fletcher va ser agafat per altres projectes, els quals algun d'ells el van conduir a tornar-se un membre, i principal compositor de la seva pròpia banda, McFly, qui va donar suport a Busted en el seu tour pel Regne Unit a principis de 2004. Cal comentar que ell va escriure, juntament amb James, els dos àlbums que va fer Busted.
El 14 de gener de 2005, Charlie va abandonar el grup i, encara que James Bourne va seguir intentant continuar el projecte de Busted, juntament amb Matt, la banda com va acordar, es va dissoldre.
Actualment Charlie està a Fightstar, James començant una nova banda anomenada Call Me When I'm 18 (després que es desfés la banda que havia creat just després de la desaparició de Busted, Son of Dork i després també d'haver estat un any en solitari) i Matt ha tret un disc en solitari, ha concursat a I'm a Celebrity... Get Me out of Here! de la ITV i últimament també ha fet de DJ en alguns locals.

## Components
- James Bourne (vocal, habitualment guitarra rítmica i compositor de la majoria de cançons). Nascut el 13 de setembre del 1983.
- Charlie Simpson (vocal, habitualment guitarra acústica(3AM, Sleeping with the light on...)). Nascut el 7 de juny del 1985
- Matt Willis (vocal i baix). Nascut el 8 de maig del 1983.

No tenien cap bateria al grup, per això cada cop que sortien a tocar en necessitaven un i el que més temps va estar amb busted va ser Damon Wilson (actualment treballa amb Matt en la seva carrera en solitari). A més, solien necessitar músics de suport: guitarra addicional, teclats, etc.
Busted no era un grup qualificat com un "boyband", ells interpretaven les seves pròpies cançons, escrivien i les tocaven. James era el principal responsable de les melodies.

## Estil
La seva aparença en la forma de vestir era skater, igual que en el pop-punk. Però encara que la banda es va influir de grups de punk rock (sobretot de blink-182), la seva música era pop-rock/pop amb influències del pop-punk. Cal dir que també estaven influenciats per les armonies vocals dels Beach Boys.
Això si, han fet cançons de diversos estils, i fins i tot van fer una versió d'un clàssic del punk rock "Teenage Kicks", de The Undertones.

## Discografia
- Busted
- A Present for Everyone (2003 Regne Unit/2004 Europa)
- Busted (Versió dels EUA)
- A Ticket For Everyone (En directe) (2004)
- Night Driver(2016)
- Half Way There(2019)

## Singles
De Busted:
- What I Go To School For
- Year 3000. Cançó i senzill original de la banda britànica Busted, posteriorment va ser versionada per la banda estatunidenca Jonas Brothers, llançat en l'àlbum del mateix nom. Aquesta cançó tracta dels 3 nois viatjant cap al futur (a l'any 3000) i sent allà molt coneguts i volguts per tot el món. El senzill va ser llançat en 2007 als EUA Encara que no va tenir un bon índex d'audiència, es continua veient i escoltant al voltant del món per l'èxit de totes dues bandes. La cançó es tracta d'una versió o cover de la banda britànica Busted.
- // Hurra Hurra, Die Schüle Brennt (només a Alemanya) //
- You Said No
- Sleeping With The Light On

De A Present For Everyone:
- Crashed The Wedding
- Air Hostess
- Who's David
- She Wants to Be Me

De A ticket for everyone:
- 3AM
- Thunderbirds are go

De Night Driver:
- Coming Home
- On What You're On
- Easy
- One Of A Kind
- Thinking Of You

De Half Way There
- Nineties
- Radio
- Shipwrecked In Atlantis

Nota: El videoclip de Air Hostess està gravat després que el de Who's David

## Altres cançons
2002: Brown Eyed Girl, Tribute
2003: Late Night Sauna, Fun Fun Fun, My Good Friend, Last Summer, Hurra Hurra Die Schule Brennt, Hark! The Herald Angels Sing i That's Entertainment
2004: Fall At Your Feet, Teenage Kicks, Mummy Trade, Let It Go, Where Is The Love, Peaches i Runaway Train.
A més, han tocat més cançons exclusivament en directe o en programes de televisió com: Merry Christmas Everyone, Last Christmas i The Clash's Should I Stay or Should I Go.

## Després de Busted

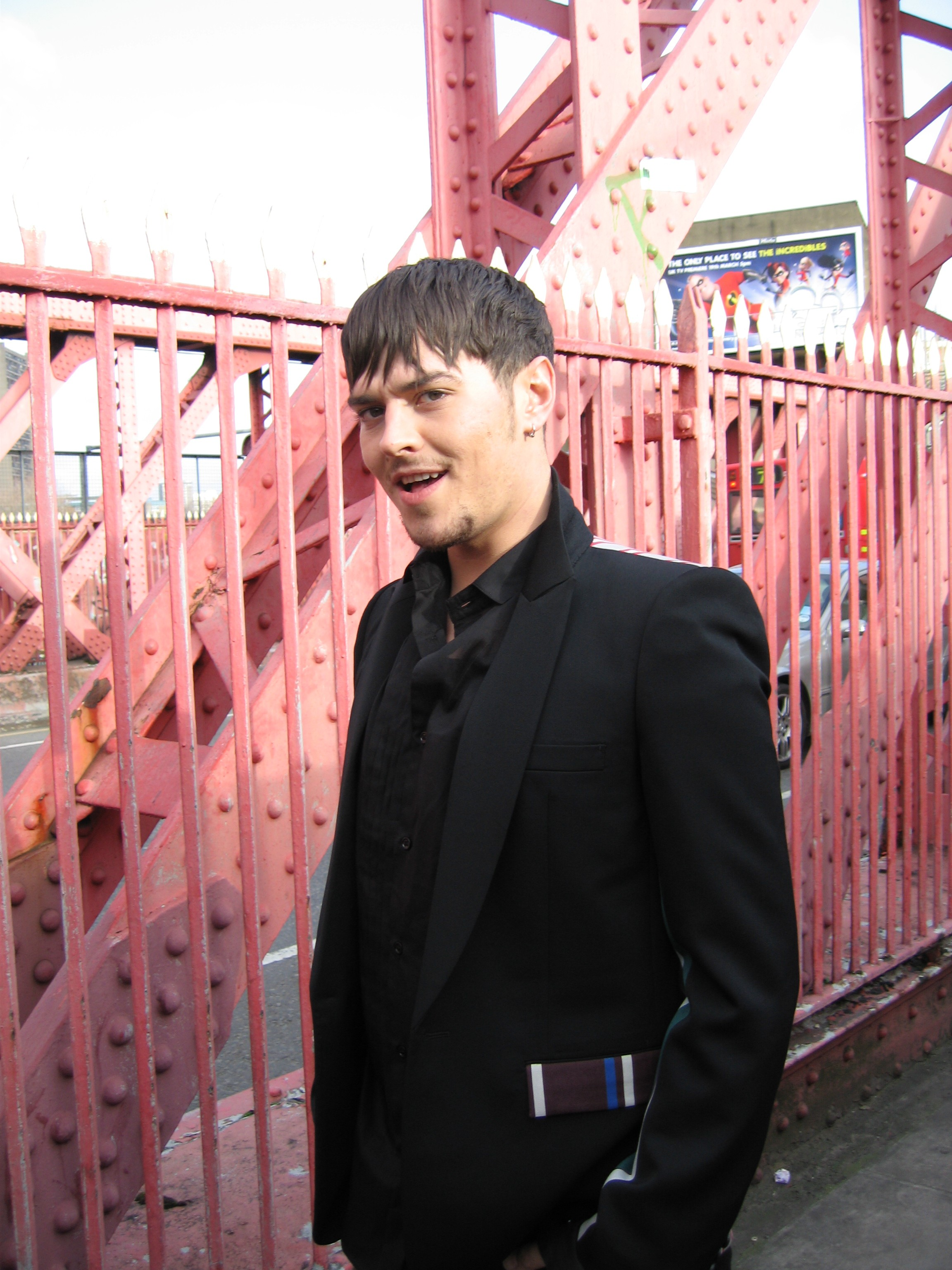
Matt Willis ha tingut una carrera en solitari després de Busted

Després de la separació de Busted, cada membre ha seguit el seu camí. Charlie se'n va anar a una nova banda de "Progressive Metal" i "Post-hardcore" anomenada Fightstar, que ha tingut molt èxit en el Regne Unit. James va fundar una nova banda Punk rock/Pop punk anomenada Son Of Dork, que es va desfer a principis de 2008. Després de la desaparició d'aquesta segona banda, va estar el 2008 fent un àlbum en solitari i a finals d'any va anunciar que creava una nova banda Call Me When I'm 18. Finalment, el baixista Matt es va llençar en solitari un cop va acabar Busted.
El 2007, la banda Jonas Brothers va copiar alguns dels seus temes. Amb What I go to school for i Year 3000 Jonas Brothers van aconseguir un gran èxit, canviant certes parts d'aquestes cançons per a Disney Channel.